# Robert Cochran
Robert Cochran es un productor y guionista estadounidense. Es conocido como el cocreador y productor ejecutívo de la serie de televisión La Femme Nikita, aunque también ha escrito guiones para series de televisión tan conocidas como Falcon Crest, La ley de Nikitalos Angeles, JAG Alerta roja y La Femme. Su trabajo más reciente ha sido el de la popular y exitosa serie de televisión 24, de la cual es el cocreador junto a Joel Surnow. 
En 2006 la serie de televisión 24 ganó cinco Premios Emmy incluyendo el de mejor serie dramática y el de mejor actor de serie dramática otorgado al actor canadiense Kiefer Sutherland por su papel protagonista en la serie interpretando al agente federal Jack Bauer.